# Kamil Korucu
Kamil Korucu (ur. 7 maja 1953) – turecki judoka.
Uczestnik mistrzostw świata w 1973 i 1979 i mistrzostw Europy w 1973. Srebrny medalista igrzysk śródziemnomorskich w 1971 i brązowy w 1979 roku. Uczestnik turniejów.